# Stare Miasto (Toruń)

Stare Miasto zaznaczone zostało kolorem żółtym, Nowe Miasto niebieskim

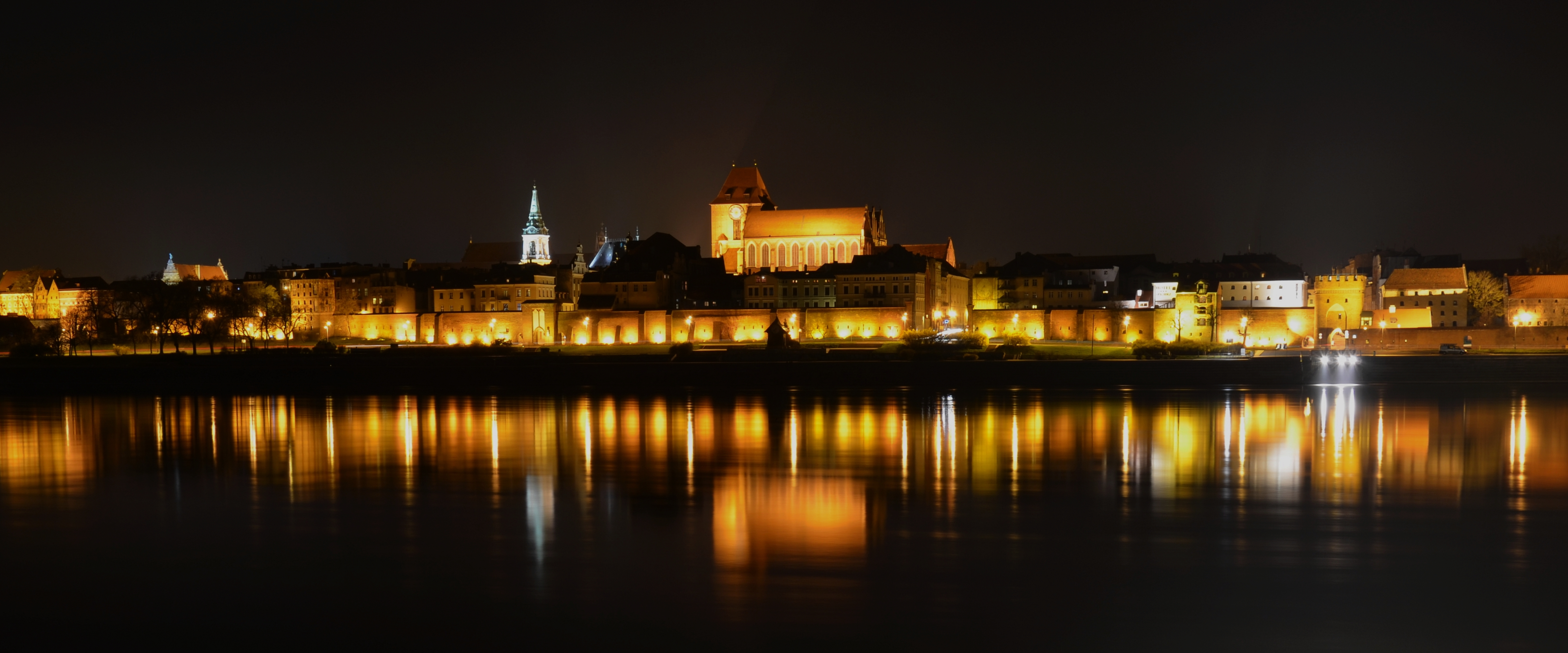
Widok na Stare Miasto z Kępy Bazarowej nocą

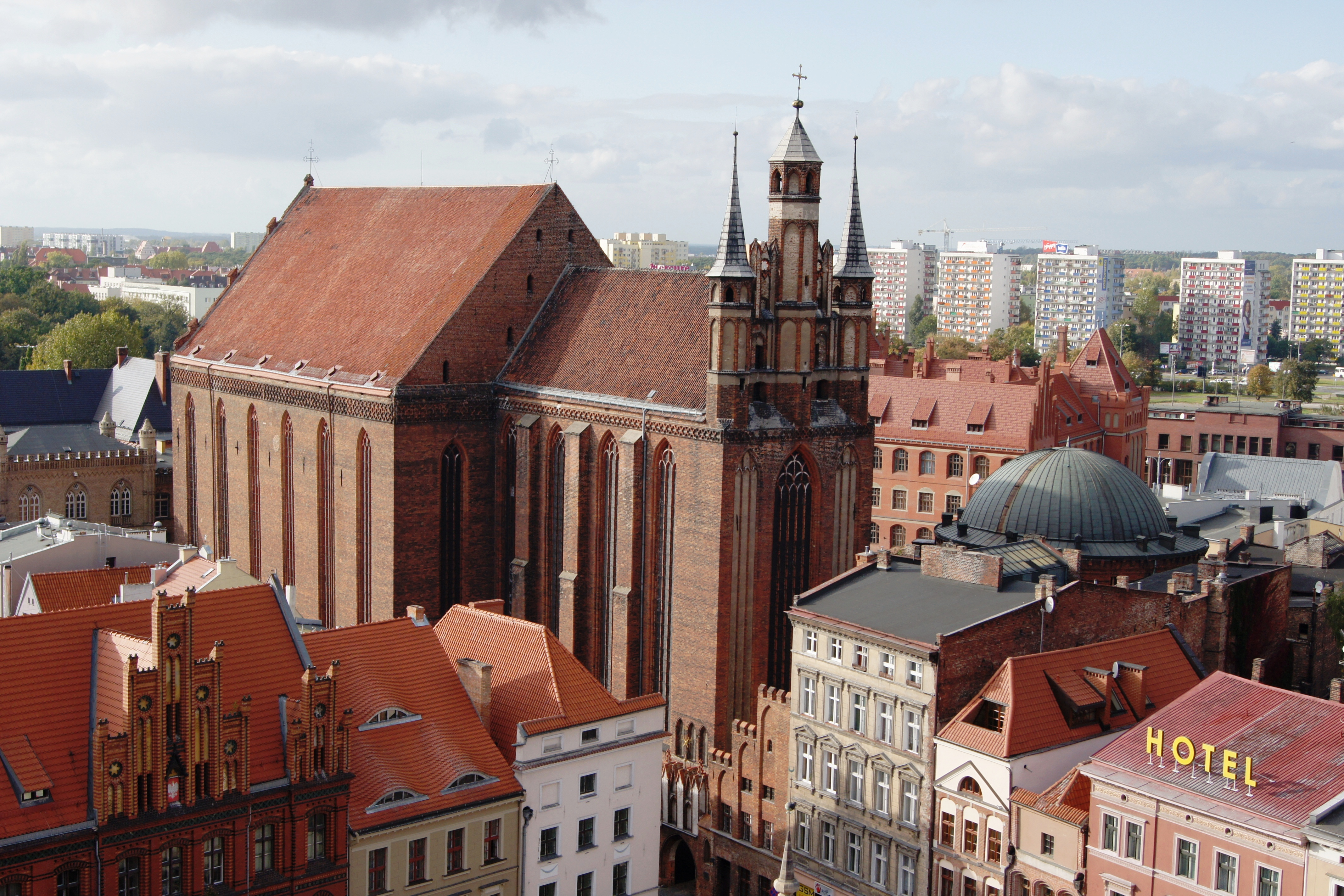
Kościół Wniebowzięcia Najświętszej Marii Panny

Stare Miasto w Toruniu – najstarsza część Zespołu Staromiejskiego w Toruniu (pozostałe dwie to Nowe Miasto i zamek krzyżacki), ograniczona ulicami Fosa Staromiejska, pl. Teatralnym, ul. Podmurną i murami miejskimi od strony Wisły. Na Starym Mieście znajduje się większość najcenniejszych zabytków Torunia.

## Historia wpisów
- Rejestr zabytków – 29 grudnia 1952[potrzebny przypis]
- Pomnik historii – 16 września 1994[1]
- Lista światowego dziedzictwa UNESCO – 4 grudnia 1997[2]

## Historia
Najstarsza część Starego Miasta została wytyczona w 1236 roku. Pierwotnie był to teren zbliżony do kształtu prostokąta. Był on zamknięty ulicami: św. Anny (ob. ul. Kopernika), Kurzą (ob. Żeglarską), Szeroką, Jęczmienną (ob. Łazienną), Przy Kościele św. Jana (ob. Kopernika). Główną ulicą była św. Anny. Układ urbanistyczny Starego Miasta różnił się od klasycznego schematu średniowiecznego miasta, z regularną siatką ulic i rynkiem w centrum. Zachowano jednak bliskość miejsca targowego i miejsca kultu. Stare Miasto rozwijało się w kierunku północno-zachodnim. W połowie XIII wieku centrum Starego Miasta zaczął stanowić Rynek Staromiejski.
W narożniku północno-zachodnim rynku znajduje się teren dawnego klasztoru franciszkanów, z kościołem NMP, południowa część zachodniego bloku przyrynkowego jest zajmowana przez późnobarokowy kościół Ducha Świętego. Układ ulic w części południowej Starego Miasta jest regularny, z podziałem na prostokątne bloki zabudowy, z szerokimi ulicami prowadzącymi na nadbrzeże wiślane (ulice Piekary, Ducha Św., Żeglarska, Łazienna, Mostowa). Część północna, a szczególnie północno-wschodnia jest mniej regularna, co przyjmuje się za konsekwencję włączenia w obręb miasta wcześniej istniejących tu elementów zabudowy przedlokacyjnej.
Główne szlaki komunikacyjne to ciągi ul. Żeglarska – wschodnia pierzeja Rynku – ul. Chełmińska oraz (obecnie) ul. Różana – południowa pierzeja Rynku – ul. Szeroka. Przejście w ciągu ul. Różanej powstało na początku XX w., pierwotnie jedyną ulicą wychodząca w kierunku zachodnim z miasta była dzisiejsza ul. Kopernika. Pierwsze kamienice murowane pojawiły się w końcu XIII w., w XIV w. większość, a w końcu XV w. prawie wszystkie były już zbudowane z cegły. Od XVI do XVIII w. zmiany w zabudowie były wynikiem stopniowych przebudów w stylach renesansowym, barokowym i klasycystycznym.
Znaczne zniszczenia były skutkiem ostrzału w czasie oblężenia przez Szwedów w 1703. Uległ wtedy spaleniu ratusz, a wiele kamienic legło w gruzach, m.in. w zachodniej pierzei Rynku Staromiejskiego, gdzie w XVIII w. zbudowano kościół ewangelicki (obecnie kościół św. Ducha). Od końca XVII w. powstało kilka pałaców miejskich: Dąmbskich (biskupów kujawskich), Riessa, Jakuba Fengera, Meissnera. Największych przekształceń dokonano w ciągu XIX i na początku XX w. Wyburzono wtedy wiele domów o średniowiecznej metryce (m.in. tzw. Szklany Dom, gotycko-renesansowy Dwór Artusa), na ich miejscu stawiając nowe budynki, a większość pozostałych przebudowano na kamienice czynszowe, zacierając ich historyczny układ wnętrza i zmieniając kompozycję fasad. Powstałe wtedy budynki są ciekawymi przykładami historyzmu, secesji i wczesnego modernizmu, szczególnie w ciągu ul. Szerokiej. W tym czasie wyburzono również większość murów obronnych wraz z basztami i bramami Chełmińską, Starotoruńską, Paulińską, Kotlarską i Łazienną a także kompleks zabudowań klasztoru franciszkanów, na miejscu którego powstała gazownia. W okresie międzywojennym przeprowadzono prace konserwatorskie przy niektórych kamienicach, przebudowano również ul. Różaną wprowadzając tam podcienia i przebito kamienice sąsiadujące z tzw. Łukiem Cezara tworząc ciąg komunikacyjny łączący Stare Miasto z Bydgoskim Przedmieściem. Po 1945 kontynuowano prace restauratorskie, których szczególne nasilenie przypadało na lata 70. XX w.

## Zabytki
Wybrane zabytki na terenie Starego Miasta:
- Rynek z Ratuszem Staromiejskim
- kościół Wniebowzięcia NMP, gotycki z XIII w.
- katedra św. św. Janów, gotycki z XIII-XIV w.
- Kamienice mieszczańskie z końca XIII-XVIII w.
- tzw. Dom Kopernika, zespół dwóch kamienic gotyckich z XV w., rekonstruowanych w latach 60. XX w., przypuszczalne miejsce urodzin Mikołaja Kopernika
- Kamienica pod Gwiazdą, pierwotnie gotycka, przebudowana w XVI i XVII w., krótko należąca do Filipa Kallimacha
- mury miejskie, zaczęte około połowy XIII w., budowane do XV w. Zachowanych kilka baszt (m.in. Krzywa Wieża, Koci Łeb) i 3 bramy (Mostowa, Żeglarska i Klasztorna).
- kościół św. Ducha, z XVIII w., wieża z końca XIX w.
- Dwór Artusa, neorenesansowy z 1888
- pałace miejskie z XVIII w., przebudowane w XIX w.: Dąmbskich, Jakuba Fengera, Meissnera, Riessa
- kamienice z XIX i XX w.
- pomnik Mikołaja Kopernika z 1853
- pomnik flisaka
- Hotel Trzy Korony, istniejący od 1480 do dziś.

## Galeria

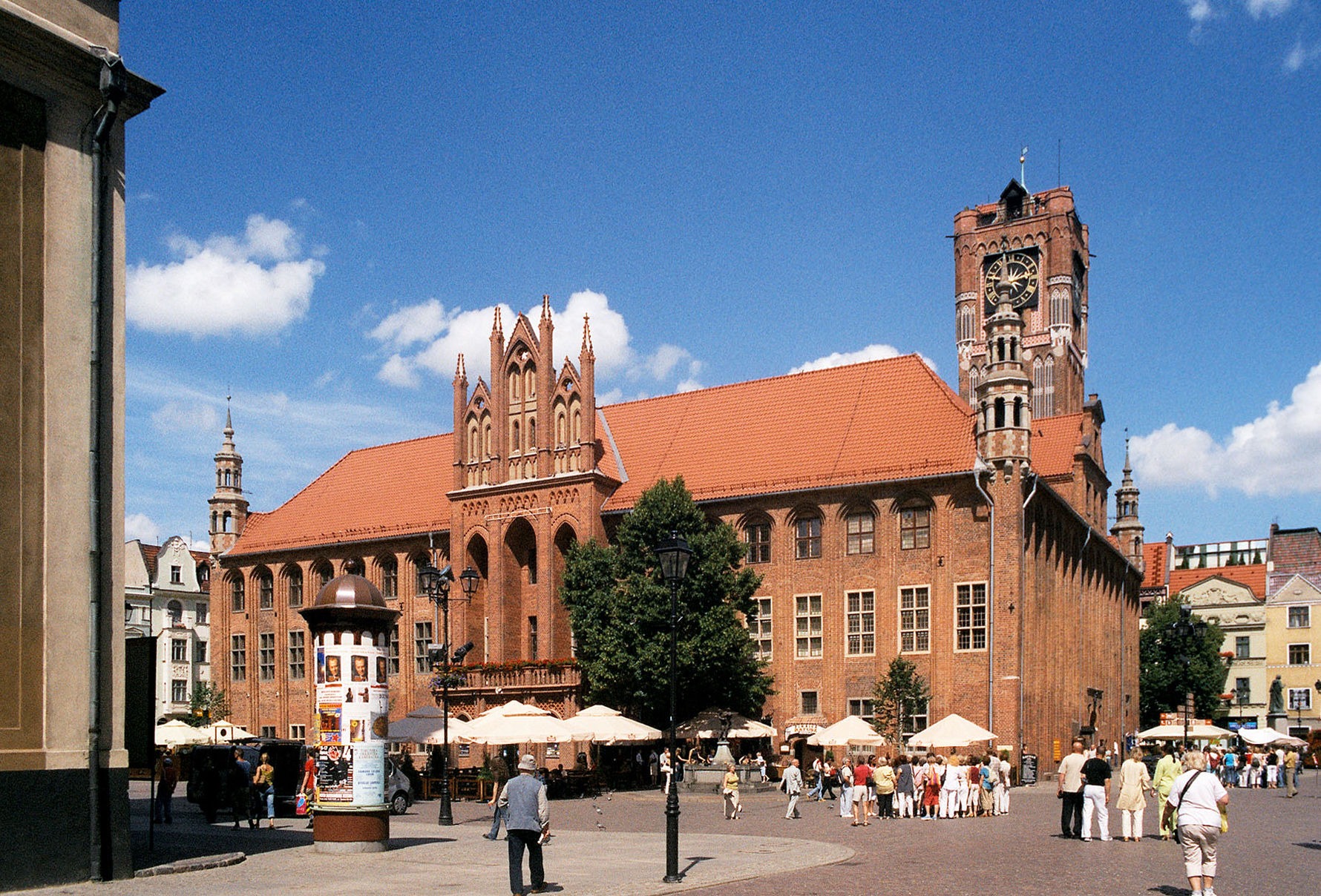
Ratusz Staromiejski
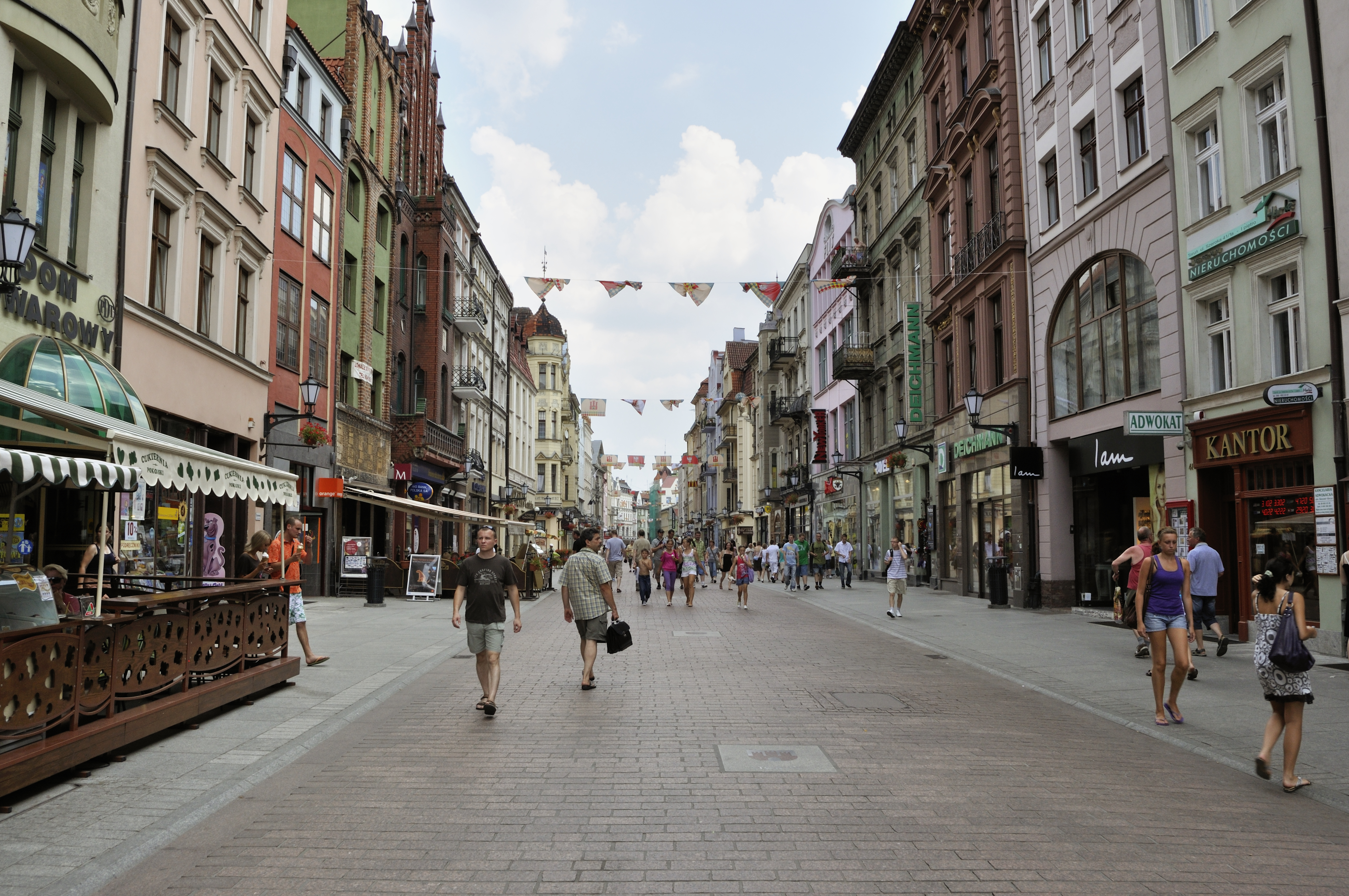
Ulica Szeroka
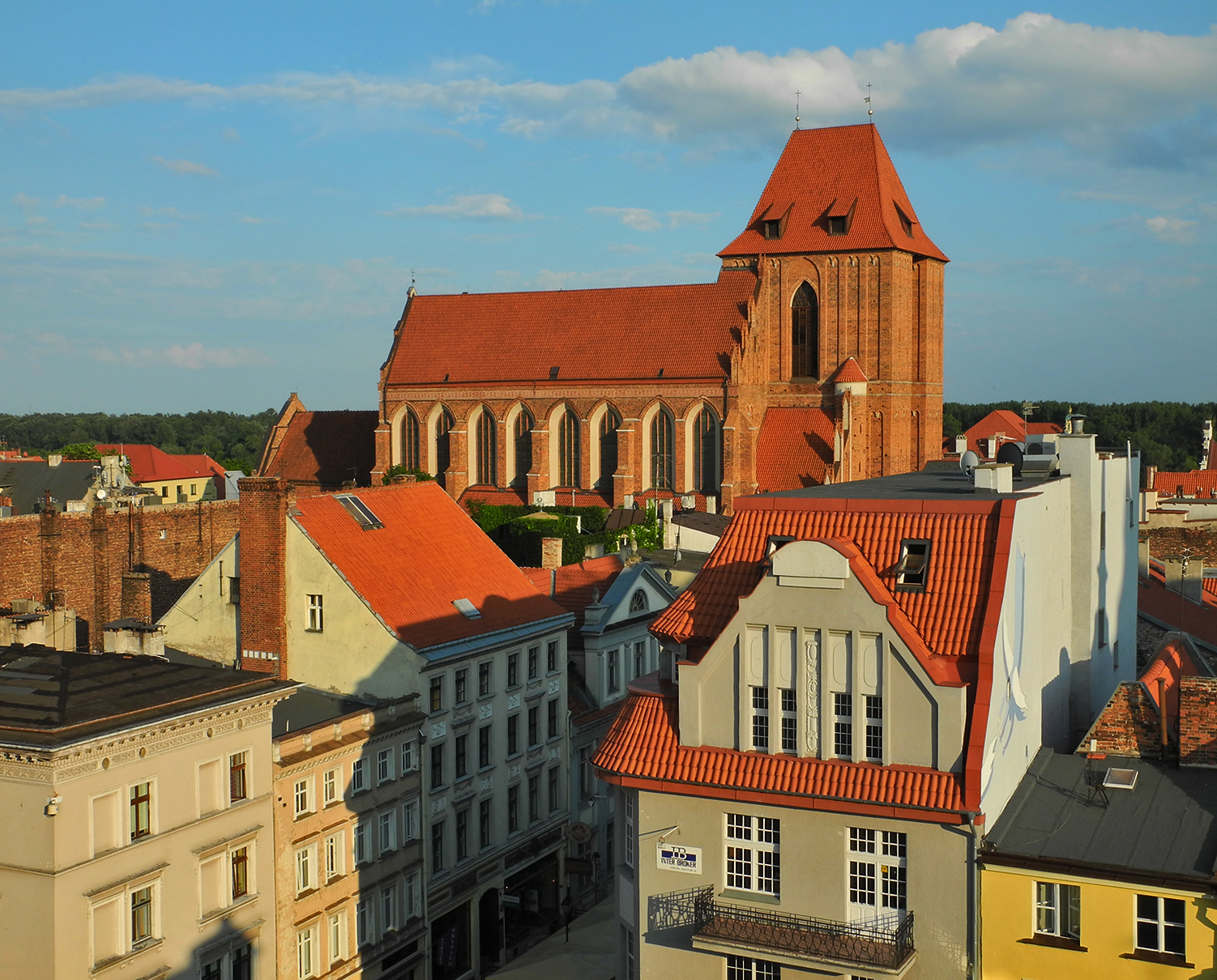
Bazylika katedralna św. Jana Chrzciciela i św. Jana Ewangelisty
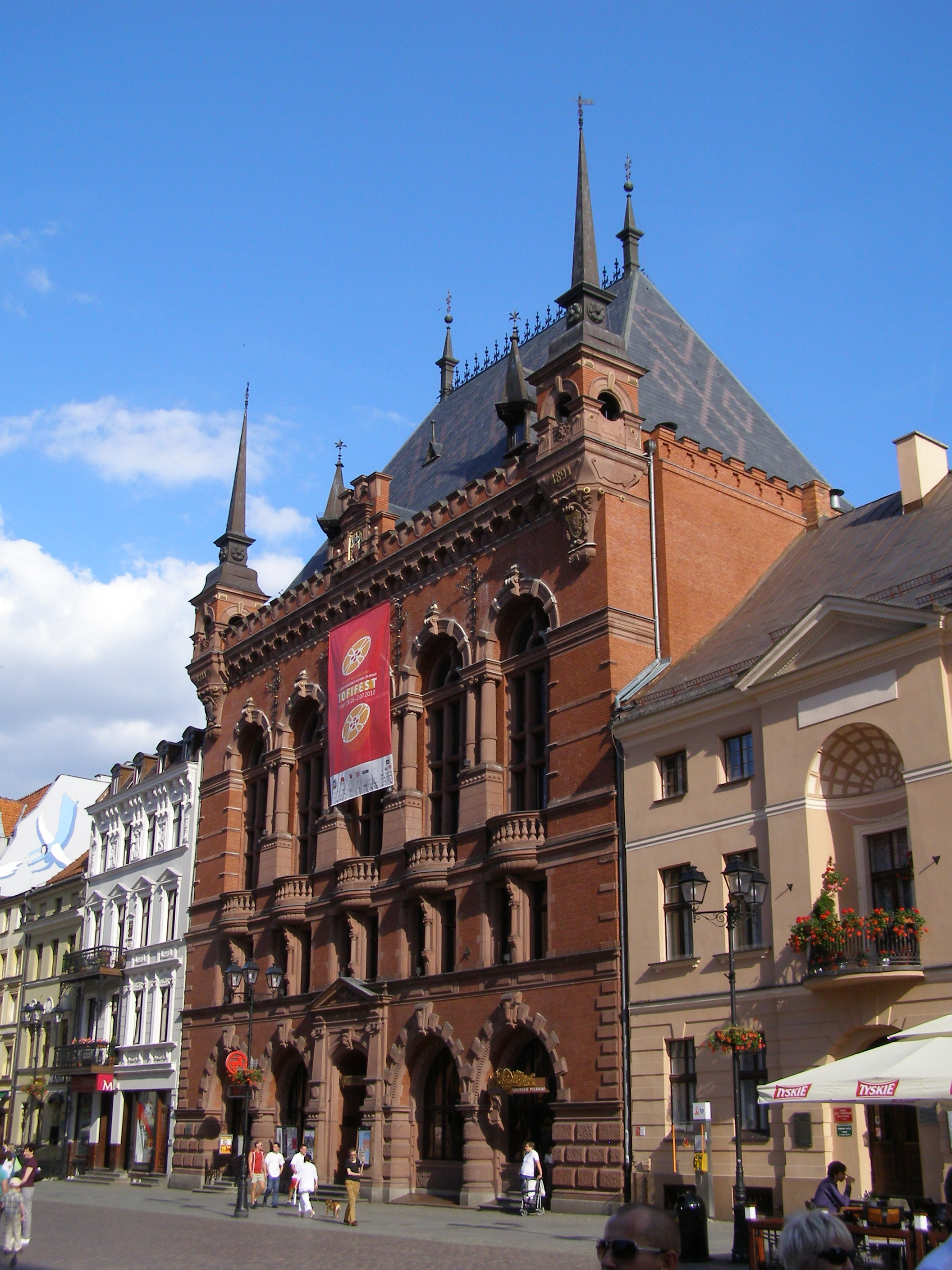
Dwór Artusa
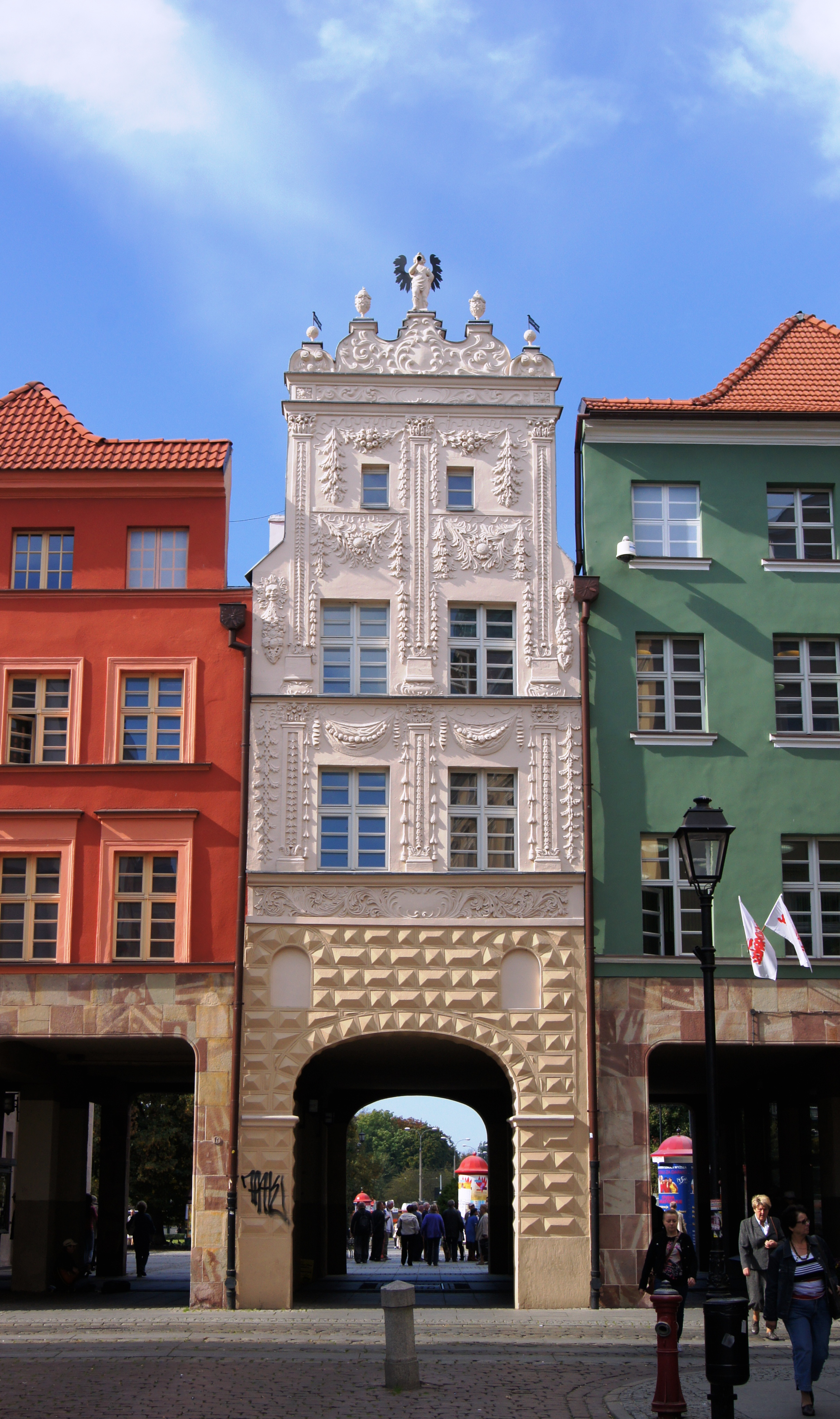
Łuk Cezara
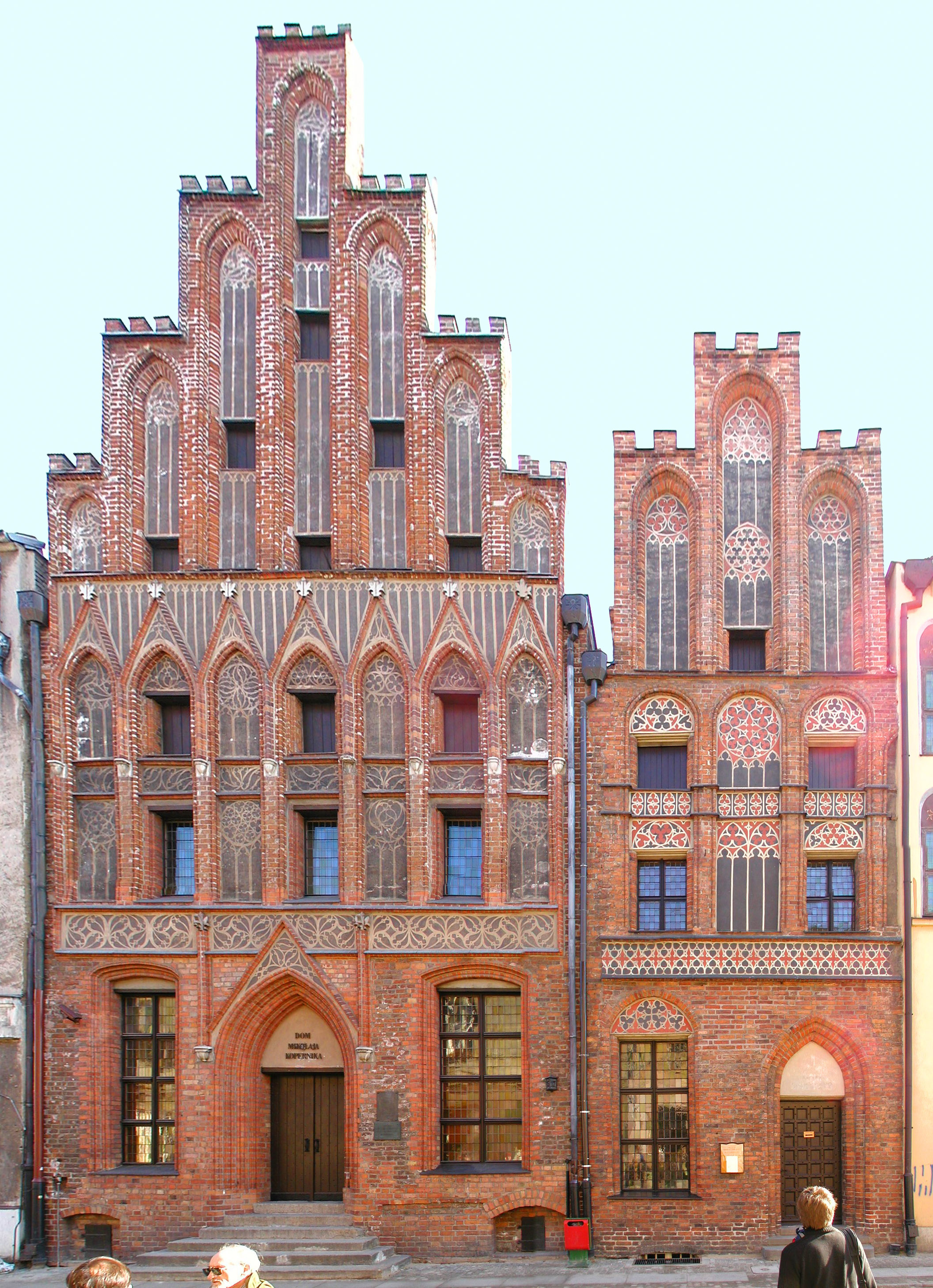
Dom Kopernika